# Djizak
Djizak, també Jizak, Jizakh, Djizakh, Jizzakh o Jizzax (en rus: Джизак, en uzbek: Jizzax / Жиззах), és una ciutat al centre de la província de Djizak a l'Uzbekistan, al nord-oest de Samarcanda. Havia format part de la ruta de la Seda. La seva població era de 138.400 habitants el 2004.
El nom Jizakh deriva de la paraula sogdiana 'petit fort' i la moderna ciutat està construïda sobre l'antiga ciutat sogdiana d'Ushrusana.
Després de la conquesta àrab la ciutat, capital d'un principat local, fou un mercat utilitzat pels nòmades i pels sedentaris; els àrabs van construir una sèrie de ribats a Jizakh, on vivien els ghazis, que protegien el poble dels atacs de nòmades no musulmans.
Va ser part dels dominis dels samànides, karakhànides, seljúcides, Coràsmia, Imperi Mongol, kanat de Txagatai, Kanat de Mogulistan i kanat Uzbek (xibànides) després anomenat de Bukhara. Formà part del kanat independent d'Ura Tepe, creat a la segona meitat del segle xviii i que fou incorporat al kanat de Kokand vers 1815.
El 1571 Abd Allah ibn Iskandar, khakan dels uzbeks, va derrotar Baba Sultan, kan de Taixkent i germà de Derwish Khan; la inscripció que recorda la victòria al pas de Jilan, que encara es conserva, explica que s'havia produït un combat entre d'un costat Abd Allah, amb 50.000 soldats, i de l'altra Derwish Khan, Baba Khan i altres fills de Nawruz Ahmad (o Borrak Khan), antic khakan, que disposaven de 400.000 soldats de Turkestan, Taixkent, Fergana i Deixt Quiptxaq (estepes dels kazakhs) i on anaven 50 parents del kan; Abd Allah va aconseguir la victòria "per l'afortunada conjunció de les estrelles", prop de les fonts del riu Jizakh.
Va passar a l'emir del kanat de Bukharà vers 1825 o 1826. El 1840 es va signar a Jazikh un tractat de pau entre Kokand i Bukhara. Muhammad Khudayar Khan de Kokand hi va viure exiliat vers 1860-1861, fins que va tornar al tron, i altre cop del 1863 al 1865.
L'11 de febrer de 1866 el general Mikhail Txernaïev, després conegut com el Lleó de Taixkent) va creuar el Yaxartes amb 2000 soldats i es va dirigir cap a Samarcanda amb intenció d'alliberar els presoners russos i després de set dies de marxes forçades va arribar a Jizak o Jizakh, on va trobar una força superior i com que no va aconseguir passar per negociacions es va haver de retirar; la retirada es va fer en bon ordre i els atacs uzbeks pels flancs foren rebutjats. El príncep Dashkof, el 2 d'octubre de 1866, va conquerir Ura Tepe, on va trobar 16 canons, 6 estendards i molts presoners i el 18 d'octubre van conquerir Jizakh, on van capturar 23 canons i 26 estendards. Era el darrer reducte de l'emir de Bukharà a la vall del Sir Darya. Després de la conquesta russa de Jizakh, es va establir una treva de facto que va durar uns mesos. L'antiga ciutat va quedar destruïda i els habitants uzbeks que van quedar foren expulsats i els russos la van repoblar posteriorment amb europeus.
El 1916 Jizakh fou el centre d'una revolta contra Rússia que fou reprimida ràpidament. Hi va néixer el 1917 Sharof Rashidov, que després seria el secretari del Partit Comunista de l'Uzbekistan. Després de la Revolució de 1917 formà part de la República Socialista Soviètica del Turquestan fins que, el 1924, junt amb Bukharà i Khivà, l'Àsia central es va dividir en repúbliques de base ètnica dins la Unió Soviètica, i quedà dins de l'Uzbekistan, que va assolir la independència el 1991.
La moderna ciutat no conserva res de l'antiga, i té una construcció regular amb carrers ben alineats. Hi ha dues universitats amb uns 7.000 estudiants.